# 飯田覚士
飯田 覚士（いいだ さとし、1969年8月11日 - ）は、日本の元プロボクサー。愛知県名古屋市出身。緑ボクシングジム所属。元WBA世界スーパーフライ級王者。

## 人物
愛知県立大府東高等学校、岐阜経済大学経済学部卒。
幼少期にがんばれ元気のアニメを見てボクサーを目指し
大学にてボクシング部に所属、2年時に県の代表となり、1990年にレベルアップのためジムに所属しようと検討していた際バラエティ番組「天才・たけしの元気が出るテレビ!!」の企画「ボクシング予備校」を知り応募、渡辺二郎・渡嘉敷勝男の指導を受けた。甘いマスクで人気を博す。
こうした経緯から人気先行ボクサーと目され、整った顔立ちで「アイドルボクサー」の風評に悩まされるが、熱心な練習と視覚的な科学的トレーニング「ビジョントレーニング」により世界王者にまで登りつめた。緑ジム関係者は当時の飯田について「パワー、スピード、テクニックに目を見張るものはなかったが、とにかく頭のいいボクサーだった」と語っている。
世界戦は地元の中京テレビが放映権を持ち、日祝日の夕方に生中継をして、ゴールデンタイムでの放送はなかった。
1999年の現役引退後は、子供向けボクシング教室を開設して底辺拡大に励みつつ、舞台で活躍する等、芸能活動にも勤しんでいる。
JNN系列・CBCのボクシング中継で、解説者として出演することもある。また、ボクシング専門誌『ボクシング・ビート』では、旧名の『ボクシング・ワールド』時代から毎月、内藤大助、ファイティング原田などの新旧有名ボクサーをはじめ、漫画家の森川ジョージ、俳優の速水もこみちなどのボクシングファンとも積極的に対談を行っている。
2006年11月、元世界王者の輪島功一、渡嘉敷、玉熊幸人、戸高秀樹らとともに、元ボクサー・袴田巌が起こしたとされている袴田事件の再審を求める要請書を最高裁判所に提出。袴田の無罪獲得・冤罪認定のため活動を続けている。

## 来歴
1988年、岐阜経済大学入学と同時にボクシング部に入部し、本格的にボクシングを始めた。
1990年、「天才・たけしの元気が出るテレビ!!」の企画「ボクシング予備校」に参加。同年9月MI花形ジム所属でプロテスト合格。
1991年3月23日、名古屋市緑区の緑ジム所属でプロデビュー。
1991年12月8日、中日本スーパーフライ級新人王として西日本新人王との全日本新人王決定戦西軍代表決定戦制覇。
1992年2月16日、大阪府立体育会館での全日本新人王決定戦出場。同じく「ボクシング予備校」からプロ入りした松島二郎と対戦し、6回判定勝ちで全日本新人王となった。
1993年8月14日、世界挑戦経験もある世界ランカー・徳島尚に10回判定勝ち。この勝利で世界ランク入りを果たした。
1994年3月13日、前年2月に全日本新人王を争った松島と再戦。松島のジムの先輩でもある川島郭志が返上して空位となっていた日本スーパーフライ級王座を争い、8回TKO勝ち。日本王者となった（1度防衛後の同年12月に返上）。
1996年4月29日、無敗のまま世界初挑戦。名古屋レインボーホール（現・日本ガイシホール）でWBA世界スーパーフライ級王者アリミ・ゴイチア（ベネズエラ）に挑むも、4回にプロ初のダウンを奪われた末の5回TKO負け。プロ初黒星を喫した。
世界初挑戦失敗後、2試合を行い連勝。
1997年4月29日、愛知県体育館で世界再挑戦。前年8月にゴイチアを降して、WBA世界スーパーフライ級王者となったヨックタイ・シスオー（タイ）と対戦。アウトボクシングで優位に試合を進めたかに思われたが、引き分け（1-0）で王座獲得ならず。
1997年12月23日、ヨックタイに再挑戦。初回にダウンを奪うスタートを見せるが、後半は王者の反撃に晒され、逆転KO負けの危機にまで直面。それでも最後まで倒れることはなく、そのまま試合終了。判定の結果3-0で勝利し、世界王座獲得。
1998年4月29日、初防衛戦。WBCミニマム級、WBAライトフライ級で世界2階級制覇を達成した井岡弘樹と対戦。フルラウンドの末、判定勝ち。井岡の3階級制覇を阻止すると同時に初防衛成功。その後、2度目の防衛にも成功。
1998年12月23日、3度目の防衛戦。元WBA世界フライ級王者ヘスス・ロハス（ベネズエラ）と対戦。5回、王者の右肩が脱臼するアクシデント。その後、ダウンだけは拒み続け、試合終了を迎える。結局、0-3の判定負け。世界王座奪取からちょうど1年で王座陥落。王座陥落後、一度は再起を視野にトレーニングを再開したが、1999年2月28日、「気力の限界」を理由に現役引退を表明した。

## 獲得タイトル
- 全日本スーパーフライ級新人王
- 第17代日本スーパーフライ級王座（防衛1＝返上）
- WBA世界スーパーフライ級王座（防衛2）

## 戦績
- プロボクシング：28戦25勝（11KO）2敗1分

## 出演

### 映画
- あしたのジョー（監督：曽利文彦 2011年2月11日公開）

### バラエティー
- オールスター感謝祭（1998年10月3日、2001年3月31日、10月6日、2002年3月30日、9月28日、2003年3月29日）
- 月曜から夜ふかし（2021年1月1日）

## 著書

### 単著
- 『おうちで簡単ビジョントレーニング』（ベースボール・マガジン社 2016年）
- 『人生を変える「見る力」』（マキノ出版 2018年）
- 『視る力も脳も10歳若返る! ! ビジョントレーニング』（コスミックムック　2018年）

### 共著
- 『脳を育てるからだ遊び』（兵藤ゆき他との共著、ビジネス社 2008年）

### 監修
- 『ボクシングパーフェクトマスター  (スポーツ・ステップアップDVDシリーズ) 』（新星出版社 2008年）